# Магдалена Сибила фон Хесен-Дармщат
Магдалена Сибила фон Хесен-Дармщат (на немски: Magdalena Sibylla von Hessen-Darmstadt; * 28 април 1652, Дармщат; † 11 август 1712, Кирххайм унтер Тек) от Дом Хесен, е принцеса от Хесен-Дармщат и чрез женитба херцогония на Вюртемберг. От 1677 до 1693 г. поема регентството на херцогството Вюртемберг. Тя е значима немска поетеса на църковни песни през времето на барока.

## Живот
Тя е най-възрастната дъщеря на ландграф Лудвиг VI фон Хесен-Дармщат (1630 – 1678) и първата му съпруга Мария Елизабет (1634 – 1665) от Шлезвиг-Холщайн-Готорп. Като малка загубва майка си и отива при леля си, кралската вдовица Хедвиг Елеонора Холщайн-Готорп в Стокхолм.
Магдалена Сибила се омъжва на 6 ноември 1673 г. в Дармщат за херцог Вилхелм Лудвиг фон Вюртемберг (1647 – 1677). Вилхелм Лудвиг умира внезапно през 1677 г. от инфаркт на 30 години. 25-годишна вдовица Магдалена Сибила поема регентството на Вюртемберг от 1677 г., докато нейният 16-годишен син Еберхард Лудвиг поема престола през 1693 г.
Тя е религиозна, пише множество църковни песни, от които някои са в протестантските книги с песни. След възкачването на трона на нейния син, тя се оттегля до смъртта си във вдовишката си резиденция дворец Кирххайм.
- Принцеса Магдалена Сибила фон Хесен-Дармщат, по-късно херцогиня на Вюртемберг
- Магдалена Сибила фон Хесен-Дармщат (ляво) и Еберхард Лудвиг фон Вюртемберг (дясно), нейният зет регент Фридрих Карл (средата)

## Деца
Магдалена Сибила и Вилхелм Лудвиг имат децата:
- Елеонора Доротея (* 1674, † 1683)
- Еберхардиня Луиза (* 1675, † 1707)
- Еберхард Лудвиг (1676 – 1733), херцог на Вюртемберг
- Магдалена Вилхелмина (* 7 ноември 1677, † 30 октомври 1742), омъжена за Карл III Вилхелм (1679 – 1738), маркграф на Баден-Дурлах

## Произведения
- Christliche Betrachtung der betrübten Zeit. Nürnberg 1680
- Neu-vermehrtes ... Andachts-Opfer. Stuttgart 1683 (184 духовни песни)
- Das mit Jesu gekreutzigte Herz. 3 Bde. Stuttgart 1691 u.ö. (молитви и песни)
- Geistliche Krancken-Apotheck. Stuttgart 1703